# Can Magrinyà (Falset)
Can Magrinyà és una obra barroca de Falset (Priorat) protegida com a Bé Cultural d'Interès Local.

## Descripció
Edifici de planta composta bastit de carreu i maçoneria arrebossada i pintada i cobert per teulada i terrat. La façana és doblement escairada i conté un perxe que facilita l'accés a la dita "font del batlle". A la planta es troben tres portes i quatre finestres, cinc balcons al primer pis i quatre finestres a les golfes. Element a destacar el constitueixen els esgrafiats que, en forma de sanefa, es troben a la part superior de la façana a manera d'acabament. Un altre element interessant el constitueix la portalada, de pedra, constituïda per una llinda de pedra en arc rebaixat emmarcat per dues falses columnes amb decoració de volutes i rematada amb altres guarniments.